# R.C. Sproul
Robert Charles Sproul (13 februari 1939 – 14 december 2017) bekend onder zijn initialen R.C. Sproul, was een Amerikaans theoloog en predikant binnen de Presbyterian Church in America. Sproul was een van de eerste hedendaagse verdedigers van het calvinisme in de Verenigde Staten.
Sproul werd geboren in Pittsburgh. Tijdens zijn highschool-periode kwam Sproul tot bekering. Vervolgens studeerde hij aan verschillende theologische instituten in Amerika. In de jaren 60 studeerde hij bij prof. dr. Berkouwer aan de Vrije Universiteit Amsterdam, nadat hij zichzelf Nederlands had geleerd.
Na terugkomst in de Verenigde Staten richtte Sproul Ligonier Ministries op, een organisatie die zich toelegde op toerusting van gelovigen in de gereformeerde leer. Door de conferenties, video- en radiocolleges en meer dan 100 boeken die Sproul met zijn organisatie uitgaf, verkreeg hij grote bekendheid in de christelijke theologie. Een aantal van zijn boeken is in het Nederlands vertaald.
Sproul was betrokken bij het opstellen van het Chicago Statement uit 1978, dat de onfeilbaarheid van de Bijbel onderstreept, en de Nashvilleverklaring, die een christelijke visie op huwelijk en seksualiteit weergeeft.
Sproul overleed op 2 december 2017 aan de gevolgen van COPD.
- Bibsys: 4044721
- Bibliothèque nationale de France: cb14438585j (data)
- CiNii: DA13241575
- Gemeinsame Normdatei: 128938439
- International Standard Name Identifier: 0000 0001 1594 8062
- Library of Congress Control Number: n80032051
- Bibliotheek van het Japanse parlement: 00943776
- Nationale Bibliotheek van Tsjechië: jn20000605115
- Nationale bibliotheek van Australië: 36519524
- Nationale Bibliotheek van Israël: 987007268434505171
- Nationale en Universitaire bibliotheek Zagreb: 000559835
- Nederlandse Thesaurus van Auteursnamen: 072436875
- Réseau des bibliothèques de Suisse occidentale: 02-A003855092
- Istituto Centrale per il Catalogo Unico: RMSV043528
- SNAC: w6kf78jq
- Système universitaire de documentation: 251301281
- Trove: 1269258
- Virtual International Authority File: 10911443
- WorldCat: E39PBJqBkgkt9W7pD97GXjGCQq